# Jiří Parma
Jiří Parma (* 9. Januar 1963 in Frenštát pod Radhoštěm) ist ein ehemaliger tschechischer Skispringer.

## Werdegang
Am 30. Dezember 1980 gab Parma sein Debüt im Skisprung-Weltcup. In Oberstdorf erreichte er dabei den 99. Platz. Bei der Skiflug-Weltmeisterschaft 1983 in Harrachov flog Parma auf den 6. Platz. Am 18. Dezember 1983 sprang er von der Großschanze in Lake Placid erstmals aufs Podest und wurde von der Großschanze Dritter. Am 14. Januar 1984 konnte er in Harrachov sein erstes Weltcup-Springen gewinnen. Bei den Olympischen Winterspielen 1984 in Sarajevo sprang er von der Normalschanze mit Sprüngen von 81.0 und 88,5 m auf den 10. Platz. Von der Großschanze erreichte er mit Sprüngen auf 100.0 und 94,0 m den 23. Platz. Bei der parallel dazu ausgetragenen Nordischen Skiweltmeisterschaft 1984 in Engelberg, bei der nur die Teamwettbewerbe stattfanden, da die Einzelwettbewerbe im Programm der Olympischen Spiele standen, gewann er mit der Mannschaft die Bronzemedaille.
Bei der Nordischen Skiweltmeisterschaft 1987 wurde Parma Weltmeister von der Normalschanze. Die Weltcup-Saison 1987/88 beendete er auf dem 4. Platz der Weltcup-Gesamtwertung. Es war seine erfolgreichste Saison im Weltcup. In den folgenden Jahren gewann er noch mehrere Medaillen mit der tschechoslowakischen Mannschaft: Bronze bei den Olympischen Spielen 1992 und der Nordischen Skiweltmeisterschaft 1989, Silber bei der Nordischen Skiweltmeisterschaft 1993. Seit seinem Karriereende ist Parma als Sprungrichter tätig.
Sein 1982 geborener gleichnamiger Sohn war ebenfalls Skispringer.

## Erfolge

### Weltcupsiege im Einzel
| Nr. | Datum           | Ort          | Typ           |
| --- | --------------- | ------------ | ------------- |
| 1.  | 14. Januar 1984 | Harrachov    | Großschanze   |
| 2.  | 6. März 1984    | Falun        | Großschanze   |
| 3.  | 5. März 1985    | Örnsköldsvik | Normalschanze |

### Weltcup-Platzierungen
| Saison  | Platz | Punkte |
| ------- | ----- | ------ |
| 1982/83 | 27.   | 030    |
| 1983/84 | 05.   | 122    |
| 1984/85 | 05.   | 139    |
| 1985/86 | 09.   | 114    |
| 1986/87 | 09.   | 129    |
| 1987/88 | 04.   | 125    |
| 1988/89 | 16.   | 054    |
| 1989/90 | 31.   | 029    |
| 1990/91 | 29.   | 024    |
| 1991/92 | 15.   | 066    |
| 1992/93 | 17.   | 045    |
| 1993/94 | 19.   | 193    |
| 1994/95 | 31.   | 102    |
| 1995/96 | 73.   | 016    |

### Grand-Prix-Platzierungen
| Saison | Platz | Punkte |
| ------ | ----- | ------ |
| 1994   | 04.   | 667    |
| 1995   | 23.   | 718    |